# Karunafjärden
Karunafjärden (finska: Karunanselkä) är en fjärd i Finland. Den ligger i kommunen Sagu i landskapet Egentliga Finland, i den södra delen av landet, 130 km väster om huvudstaden Helsingfors.
Karunafjärden avgränsas av Karunalandet i norr och öarna Hintsholm och Österö i söder. I väster har den förbindelse med Pemarfjärden vid Svartholma.